# 乃木坂46弓木奈於とやみつきちゃん
『乃木坂46弓木奈於とやみつきちゃん』（のぎざかフォーティーシックスゆみきなおとやみつきちゃん）は、ひかりTV・ひかりTVチャンネル+で毎週土曜日22時に配信されていた乃木坂46・弓木奈於の初の冠番組である。

## 概要
それまでは2019年5月9日から2020年5月28日まで『乃木坂46山崎伶奈 歴史じかん』、2020年8月29日から2021年2月20日まで『乃木坂46山崎怜奈とおはつちゃん』と2期生の山崎怜奈の冠番組がこの枠で放送されていた。それを山崎の後輩である4期生の弓木奈於が引き継ぐ形で2021年6月12日に放送が開始した。
やみつきになるほど楽しいことを見つけ人生をエンジョイしている人たち、通称「やみつきちゃん」から未知なる価値観を聞き、実際にやってみる番組。
乃木坂46弓木奈於らメンバーがルームシェアしている架空の家が舞台となっているが、番組が進むにつれロケやスタジオのような場所での収録も増えていった。
当初は弓木の他にゲストである乃木坂46のメンバー(最大2名)とやみつきちゃんが登場し、メンバーにやみついてるものを教えるというのが基本的な流れであったが、第7回カクテルでアインシュタインの河井ゆずるが登場して以降、1組の芸人がゲストとして登場し番組を進行することが多くなった。
さらに2021年の6月26日放送の第3回、9月18日放送の第15回、そして2022年の4月23日放送の第40回では通常より30分拡大の1時間生配信スペシャルも行われた。
2022年12月17日をもって最終回を迎えた。

## 放送日程
| #   | 放送日         | 乃木坂46 ゲストメンバー         | 芸人ゲスト                                            | テーマ                                 |
| --- | -------------- | ------------------------------- | ----------------------------------------------------- | -------------------------------------- |
| #1  | 2021年6月12日  | 樋口日奈                        | なし                                                  | ホットサンドメーカー                   |
| #2  | 2021年6月19日  | 樋口日奈 和田まあや             | なし                                                  | 初めてのお酒                           |
| #3  | 2021年6月26日  | 矢久保美緒                      | なし                                                  | 初の1時間生配信                        |
| #4  | 2021年7月3日   | 佐藤璃果                        | なし                                                  | Among Us                               |
| #5  | 2021年7月10日  | 佐藤璃果                        | なし                                                  | Among Us                               |
| #6  | 2021年7月17日  | 柴田柚菜                        | なし                                                  | 完全再現飯                             |
| #7  | 2021年7月24日  | 田村真佑                        | 河井ゆずる(アインシュタイン)                          | カクテル                               |
| #8  | 2021年7月31日  | 松尾美佑                        | なし                                                  | ちびめし                               |
| #9  | 2021年8月7日   | 和田まあや                      | なし                                                  | 日本酒リベンジ                         |
| #10 | 2021年8月14日  | 和田まあや                      | なし                                                  | 日本酒リベンジ                         |
| #11 | 2021年8月21日  | 金川紗耶                        | なし                                                  | ゴムヘアアレンジ                       |
| #12 | 2021年8月28日  | 吉田綾乃クリスティー            | ゴー☆ジャス                                           | Dead by Daylight                       |
| #13 | 2021年9月4日   | 吉田綾乃クリスティー            | ゴー☆ジャス                                           | Dead by Daylight                       |
| #14 | 2021年9月11日  | 筒井あやめ                      | なし                                                  | 3Dファントム&東大激ムズ折り紙          |
| #15 | 2021年9月18日  | 佐藤璃果 金川紗耶               | アインシュタイン                                      | 1時間生配信、SNS投稿企画にやみつきたい |
| #16 | 2021年9月25日  | 林瑠奈                          | なし                                                  | シンデレラ                             |
| #17 | 2021年10月2日  | 林瑠奈                          | なし                                                  | シンデレラ                             |
| #18 | 2021年10月9日  | 掛橋沙耶香                      | なし                                                  | VRアート                               |
| #19 | 2021年10月16日 | 柴田柚菜                        | なし                                                  | 悪魔の食べ合わせ                       |
| #20 | 2021年10月23日 | 掛橋沙耶香                      | なし                                                  | スプレーアート                         |
| #21 | 2021年10月30日 | 鈴木絢音                        | なし                                                  | デコミニ四駆                           |
| #22 | 2021年11月6日  | 田村真佑                        | なし                                                  | クレーンゲーム&ビタドメ                |
| #23 | 2021年11月13日 | 田村真佑                        | なし                                                  | ビタドメ                               |
| #24 | 2021年11月27日 | 田村真佑                        | なし                                                  | SASSEN                                 |
| #25 | 2021年12月4日  | 柴田柚菜                        | なし                                                  | 悪魔の食べ合わせ2                      |
| #26 | 2021年12月11日 | 矢久保美緒                      | なし                                                  | バーチャル修学旅行                     |
| #27 | 2021年12月18日 | 林瑠奈                          | なし                                                  | BBQモテ料理                            |
| #28 | 2022年1月29日  | 金川紗耶 矢久保美緒             | 河井ゆずる(アインシュタイン)                          | 念願の物件探し                         |
| #29 | 2022年2月5日   | 金川紗耶 矢久保美緒             | 河井ゆずる(アインシュタイン)                          | 念願の物件探し                         |
| #30 | 2022年2月12日  | 佐藤楓                          | ぺこぱ                                                | ペットマッサージ                       |
| #31 | 2022年2月19日  | 北川悠理                        | ぺこぱ                                                | ネクストスポーツ                       |
| #32 | 2022年2月26日  | 佐藤璃果                        | なすなかにし                                          | ボードゲーム                           |
| #33 | 2022年3月5日   | 林瑠奈                          | なすなかにし                                          | なすなかゲーム                         |
| #34 | 2022年3月12日  | 林瑠奈                          | なすなかにし                                          | なすなかゲーム                         |
| #35 | 2022年3月19日  | 矢久保美緒(ナレーション)        | なし                                                  | 高野麻里佳                             |
| #36 | 2022年3月26日  | 松尾美佑                        | さらば青春の光                                        | ネクストスポーツ2                      |
| #37 | 2022年4月2日   | 和田まあや 矢久保美緒           | アルコ&ピース                                         | 桃太郎電鉄                             |
| #38 | 2022年4月9日   | 和田まあや 矢久保美緒           | アルコ&ピース                                         | 桃太郎電鉄                             |
| #39 | 2022年4月16日  | 北川悠理                        | 新作のハーモニカ                                      | フリースタイルラップ                   |
| #40 | 2022年4月23日  | 林瑠奈 金川紗耶                 | なすなかにし                                          | 1時間生配信スペシャル                  |
| #41 | 2022年5月7日   | 伊藤理々杏                      | 福田麻貴、かなで(3時のヒロイン)                       | サウナ                                 |
| #42 | 2022年5月14日  | 伊藤理々杏                      | 福田麻貴、かなで(3時のヒロイン)                       | サウナ                                 |
| #43 | 2022年5月21日  | 黒見明香                        | 河井ゆずる                                            | 世界の料理                             |
| #44 | 2022年5月28日  | 林瑠奈                          | なすなかにし                                          | 街ブラロケ                             |
| #45 | 2022年6月11日  | 林瑠奈                          | なすなかにし                                          | ロケ弁当                               |
| #46 | 2022年6月18日  | 掛橋沙耶香                      | さらば青春の光                                        | 体幹                                   |
| #47 | 2022年6月25日  | 向井葉月                        | シュウペイ(ぺこぱ)                                    | 子供                                   |
| #48 | 2022年7月2日   | 和田まあや                      | なすなかにし                                          | 運転                                   |
| #49 | 2022年7月9日   | 和田まあや                      | なすなかにし                                          | 運転                                   |
| #50 | 2022年7月16日  | 林瑠奈 黒見明香                 | さらば青春の光                                        | 弓木奈於                               |
| #51 | 2022年8月6日   | 林瑠奈 黒見明香                 | さらば青春の光                                        | 弓木奈於                               |
| #52 | 2022年8月13日  | 向井葉月                        | 酒井きのこ(各駅マッシュ)                              | 天然きのこ狩り                         |
| #53 | 2022年8月27日  | 松尾美佑                        | アルコ&ピース                                         | ギャル                                 |
| #54 | 2022年9月3日   | 清宮レイ 北川悠理               | 島田秀平※やみつきちゃんとして登場 かが屋              | 怪談                                   |
| #55 | 2022年9月17日  | 鈴木絢音                        | 流れ星☆                                               | POP                                    |
| #56 | 2022年9月24日  | 吉田綾乃クリスティー 矢久保美緒 | ハマカーン                                            | 着ぐるみ                               |
| #57 | 2022年10月1日  | 吉田綾乃クリスティー 矢久保美緒 | ハマカーン                                            | 着ぐるみ                               |
| #58 | 2022年10月15日 | なし                            | タイムマシーン3号                                     | 弓木奈於総合演出(京都ロケ)             |
| #59 | 2022年10月29日 | なし                            | なすなかにし                                          | 弓木奈於総合演出(京都ロケ)             |
| #60 | 2022年11月5日  | 中村麗乃                        | ウエストランド                                        | メンズファッション                     |
| #61 | 2022年11月12日 | 北川悠理 金川紗耶               | タイムマシーン3号                                     | 麻雀                                   |
| #62 | 2022年11月19日 | 向井葉月                        | 流れ星☆ 菊地亜美                                      | バラエティー体力テスト                 |
| #63 | 2022年12月3日  | 向井葉月                        | 流れ星☆ 菊地亜美                                      | バラエティー体力テスト                 |
| #64 | 2022年12月10日 | 黒見明香                        | 流れ星☆                                               | 科学実験                               |
| #65 | 2022年12月17日 | なし                            | さらば青春の光 なすなかにし タイムマシーン3号 流れ星☆ | やみつきちゃん卒業式(最終回)           |

## 主な出演者
- 弓木奈於 - MC

乃木坂46のメンバー(最大で2名ずつ登場、以下は初登場順)
- 樋口日奈
- 和田まあや
- 矢久保美緒
- 佐藤璃果
- 柴田柚菜
- 田村真佑
- 松尾美佑
- 金川紗耶
- 吉田綾乃クリスティー
- 筒井あやめ
- 林瑠奈
- 掛橋沙耶香
- 鈴木絢音
- 佐藤楓
- 北川悠理
- 伊藤理々杏
- 黒見明香
- 向井葉月
- 清宮レイ
- 中村麗乃

芸人準レギュラー(複数回出演)
- 河井ゆずる(アインシュタイン)
- ぺこぱ
- なすなかにし
- さらば青春の光
- アルコ&ピース
- 流れ星
- タイムマシーン3号

その他の芸人(単発出演)
- ゴー☆ジャス
- 稲田直樹(アインシュタイン)
- 新作のハーモニカ
- 福田麻貴、かなで(3時のヒロイン)
- 酒井きのこ(各駅マッシュ)
- 島田秀平
- かが屋
- ハマカーン
- ウエストランド

芸人以外のタレント
- 菊地亜美

## エピソード
『乃木坂スター誕生!』で共演したぺこぱや『ノギザカスキッツ』で共演したさらば青春の光、『沈黙の金曜日』でラジオを共にやっているアルコ&ピースなど弓木に縁のある芸人がゲストとして多く登場する。
特にさらば青春の光とは乃木坂4期生が初期から番組をやっていた為、「乃木坂公式お兄ちゃん」として知られるバナナマンに次ぎ、「4期生の公式兄貴」とファンの間で呼ばれており、さらばが登場する回は話題になりやすい。

実際2022年3月26日に放送された回でさらばが初登場した時、ノギザカスキッツの番組終了のタイミングで東ブクロのスキャンダルがあり、その後1年近く全く共演が無かったので一部では共演NG説などが囁かれていたことから(実際は全くそんなことは無いが)、ゲストがさらばだと発表されると驚きと喜びの声が続々とあがり、公式Twitterで宣伝ツイートがされるとその時点での過去最高のいいね数、リツイート数、引用リツイート数、コメント数を記録し反響が相次いだ。
ゲストメンバーには主に弓木と同期の4期生が来ることが多いのだが、遠藤さくら、賀喜遥香、早川聖来の3人だけは出演を果たさなかった。

## スタッフ
- ナレーション：高野麻里佳(#1-59)、上田瞳(#60-)
- 構成：ビル坂恵
- CAM：川島孝夫
- 編集：増田直人
- MA：山田謙一
- 音響：崎野峻光
- AD：中田すばる、西濱輝晃
- AP：亀松ゆき子
- ディレクター：吉田萌海、菱田啓介、
- 演出：前田朗光（カスタム）
- プロデューサー：伊地智厚太
- 制作協力：ABCリブラ[4]
- 制作・著作：NTTドコモ

## 配信・放送
- ひかりTV